# Valber Huerta
Valber Robert Huerta Jerez (ur. 26 sierpnia 1993 w Melipilli) – chilijski piłkarz występujący na pozycji środkowego obrońcy, reprezentant Chile, od 2024 roku zawodnik Universidadu Católica.